# Danses pour Ginger
Les Danses pour Ginger op. 163, « cinq pièces en hommage à Ginger Rogers », de Charles Koechlin est une suite de danses, composée en 1937 et laissée inachevée en 1939. Elles sont achevées pour deux pianos en 2000 par le musicologue Otfrid Nies.

## Composition
Charles Koechlin « goûte fort peu le cinéma muet, lui reprochant la naïveté de ses intrigues, la dénaturation des grandes œuvres littéraires, la vulgarité ou l'érotisme accrocheur de son inspiration. Seuls les films de Charlie Chaplin trouvent alors grâce à ses yeux ». Les débuts du cinéma parlant, et la découverte de L'Ange bleu font évoluer son opinion : le musicien devient un cinéphile convaincu, ce dont témoigne la composition de la Seven Stars' Symphony, op. 132, en 1933.
Cette symphonie est suivie de plusieurs compositions qui témoignent de son admiration pour l'actrice Lilian Harvey : deux recueils intitulés L'Album de Lilian, op. 139 et 149, et Le Portrait de Daisy Hamilton op. 140 « dans un scénario qu'il a conçu pour elle, où la peur de la confrontation du rêve et de la réalité est explicite ». Le « silence obstiné qui répond à l'envoi des manuscrits » laisse le compositeur « profondément meurtri ». Cette déception « met un terme brutal à l'engouement de Koechlin et du septième art », dont les dernières manifestations sont les Danses pour Ginger op. 163 et l'Épitaphe de Jean Harlow, op. 164 en 1937.
La composition des cinq Danses pour Ginger témoigne d'une démarche originale : « Darius Milhaud rapporte ainsi que Charles Koechlin avait pris l'habitude de se rendre au cinéma avec un petit bloc-notes. Quand la musique ne lui plaisait pas, il la minutait et, rentré chez lui, composait aussitôt une pièce susceptible de la remplacer, à l'insu de tous, sans autre but que la satisfaction de l'esprit ». La composition des Bandar-log op. 176 va occuper toute son activité à partir de 1937. Les pièces sont achevées pour deux pianos par le musicologue Otfrid Nies, et publiée par les éditions Schott.

## Présentation
Les Danses pour Ginger de Koechlin sont en cinq mouvements :
1. « L'élan ». Allegro (pour le piano I) ;
2. « Danse lente ». Soutenu et très lié (pour le piano II) ;
3. « Les Tourbillons ». Allegro agitato (ensemble) ;
4. « La Danse sous les étoiles » (d'après un épisode de Swing Time). Lento dolcissimo (ensemble) ;
5. Final : « Apothéose de la danse ». Moderato (ensemble).

La durée d'exécution de ces pièces ne dépasse pas 15 min. La première interprétation de ces pièces a lieu le 11 septembre 2000 par le duo Yaara Tal et Andreas Groethuysen, à l'occasion des 50e Semaines musicales de Berlin. La Danse lente avait cependant déjà été donnée, le 7 juin 1972 sur les ondes de BBC Radio 3, par la pianiste Susan Bradshaw (en).

## Analyse
La danse des Tourbillons offre un moment musical « bitonal et chaotique » éblouissant.
L'Apothéose, selon Charles Koechlin « est plutôt une méditation tournée vers l'intérieur, et non une fanfare triomphalement bruyante. L'Apothéose de la danse ferait penser au concept imposé par Wagner au finale de la Symphonie no 7 de Beethoven ! C'est très différent chez Koechlin : le morceau final possède un caractère évolutif, c'est une Promenade et un épilogue contemplatif ».

### Monographies
- Aude Caillet, Charles Koechlin : L'Art de la liberté, Anglet, Séguier, coll. « Carré Musique » (no 10), 2001, 214 p. (ISBN 2-84049-255-5).
- Robert Orledge, Charles Koechlin (1867-1950) His Life and Works, Harwood Academic Publishers, 1989, 457 p. (ISBN 3-7186-4898-9).